# Shifty
Shifty is een historisch merk van motorfietsen.
Dit was een Italiaans merk in 1979 zware motorfietsen ging maken met 903- en 1049cc-motorblokken. Dit waren door Abarth gemodificeerde FIAT-motoren, o.a. uit de FIAT 127 en de FIAT Nuova 500.